# 煉瓦女工
『煉瓦女工』（れんがじょこう）は、野澤富美子の短編小説またはそれを表題とする短篇集、およびその映画化作品、舞台作品である。
野澤の文壇デビュー作「隣近所の十ヶ月」（『ホトゝギス』1940年4月号掲載）、表題作「煉瓦女工」（『公論』1940年5月号掲載）を含む7編を収録した同名の短編集（鈴木信太郎装幀）。1940年5月、第一公論社から刊行され、ベストセラーになった。
短編集『煉瓦女工』は八田尚之によって脚色されて、1940年に南旺映画で千葉泰樹監督により映画化された。戦後、1946年になってようやく映画が公開されたこともあり、原作が再評価されて、1947年の新教育社版、小池富美子名義の新日本文学会版（1948年）が出ている。また、1954年に奈良岡朋子の初主演で劇団民藝が舞台化した。

## あらすじ
表題作「煉瓦女工」を含めて、舞台は横浜市・鶴見の運河沿いの生麦地区と潮田地区。主人公の少女は病弱にもかかわらず家族の生活のために女工として働く。「隣近所の十ヶ月」では、長屋の人々との交流が描かれる。短編集に収録された各作品が独立していながら、ひとつの作品世界を構築している。

## 評価
宮本百合子が評論「若い婦人の著書二つ」（『新女苑』1940年7月号）で、「好評であることが十分にうなずけるつよい迫力をもった、生々しい筆致」と評価し、戦後、「『婦人と文学』附録」（筑摩書房、1951年4月）で、取り上げ、「荒々しく切なく、そしてあてどのない日本の下層生活を、その荒々しさのままの筆力で描き出して、一種の感銘を与えた」と評した。

## 映画
『煉瓦女工』は、1940年に南旺映画が製作して、1946年に松竹が配給した日本映画。
八田尚之が脚色。横浜市の鶴見川河口付近でロケが行われた。貧困家庭出身で女工として働く少女が夜学の学友の朝鮮人の少女や、河口で暮らす貧しいが心温かい人々と交流する姿を描いた。本作を製作した南旺映画は、新協劇団と関わりが深く、同年8月19日に一斉に逮捕された三島雅夫、小沢栄太郎、赤木蘭子、信欣三、松本克平、宇野重吉、滝沢修、原泉ら同劇団の俳優が重要な役で多数出演していた。
映画は1940年に完成したが、戦前の検閲を通過出来ずに、戦後の1946年になって漸く公開された。朝鮮語の指導を後に朝鮮演劇建設本部に入る安英一（アン・ヨンイル）が担当している。

### キャスト
- みさ：矢口陽子
- みさの父：三島雅夫
- みさの母：三好久子
- みさの弟：小高たかし
- 春風亭梅風：徳川夢声
- 梅風の妻：水町庸子
- 娘千代：悦ちゃん
- 林造：小沢栄太郎
- 林造の妻お兼：赤木蘭子
- 林造の長男一郎：小高まさる
- 先生：信欣三
- おきん：藤間寿子
- 政吉：松本克平
- 政吉の妻お作：清川虹子
- 音松：宇野重吉
- 釣舟屋：中村栄二
- 釣舟屋の妻：小峯ちよ子（小峰千代子）
- 釣舟屋の娘康江：志賀夏江
- 釣舟屋の娘幸子：戸川弓子
- 釣舟屋の娘菊子：草島競子
- チュイ：椿澄枝
- チュイの父：滝沢修
- チュイの母：原泉
- 張さん：大町文夫

## 舞台
1954年2月18日から3月1日まで、劇団民藝が栗原有蔵脚色、松尾哲次演出により、一ツ橋講堂で新人公演として上演し、初日から大入りとなった。

### 出演者
初主演の奈良岡朋子ほか、内藤武敏、大滝秀治、佐々木すみ江、田口精一、垂水悟郎、北林谷栄、鈴木瑞穂、草薙幸二郎、下元勉、中野孝次ら。